# 계룡소방서
계룡소방서(鷄龍消防署, Gyeryong Fire Station)은 충청남도 계룡시를 관할하는 충청남도 소방본부 산하의 소방서이다.
소방서장은 소방정으로 보한다.

## 조직
| - 소방행정과 - 소방행정팀 - 예산장비팀 - 의용소방팀 | - 현장대응단 - 화재구조팀 - 예방교육팀 - 구급팀 - 현장대응팀 |

## 관할센터 및 관할구역
계룡소방서는 2개 119안전센터와 1개 구조구급센터를 산하에 두고 있다.
| 명칭                       | 주소              | 관할구역             |
| -------------------------- | ----------------- | -------------------- |
| 계룡119안전센터            | 두마면 사계로 170 | 금암동, 두마면       |
| 엄사119안전센터            | 엄사면 문화로 32  | 엄사면, 신도안면     |
| 계룡소방서 119구조구급센터 | 두마면 사계로 170 | 충청남도 계룡시 일원 |

## 같이 보기
- 대한민국 소방청
- 대한민국의 소방
- 대한민국 소방공무원